# Mark Rydell
Mark Rydell (New York, 23 marzo 1929) è un attore, regista e produttore cinematografico statunitense, candidato al premio Oscar al miglior regista nel 1982 per la direzione di Sul lago dorato.

## Filmografia

### Regista

#### Cinema
- La volpe (The Fox) (1967)
- Boon il saccheggiatore (The Reivers) (1969)
- I cowboys (The Cowboys) (1972)
- Un grande amore da 50 dollari (Cinderella Liberty) (1973)
- Balordi & Co. - Società per losche azioni capitale interamente rubato $ 1.000.000 (Harry and Walter Go to New York) (1976)
- The Rose (1979)
- Sul lago dorato (On Golden Pond) (1981)
- Il fiume dell'ira (The River) (1984)
- Giorni di gloria... giorni d'amore (For The Boys) (1991)
- Trappola d'amore (Intersection) (1994)
- Even Money (2006)

#### Televisione
- James Dean - La storia vera (James Dean) – film TV (2001)

### Attore

#### Cinema
- Delitto nella strada (Crime in the Streets), regia di Don Siegel (1956)
- Il lungo addio (The Long Goodbye), regia di Robert Altman (1973)
- L'ultima battuta (Punchline), regia di David Seltzer (1988)
- Havana, regia di Sydney Pollack (1990)
- A Man Is Mostly Water, regia di Fred Parnes (2000)
- Hollywood Ending, regia di Woody Allen (2002)
- Even Money, regia di Mark Rydell (2006)
- Remembering Nigel, regia di Frank Howson (2009)

#### Televisione
- Navy Log – serie TV, episodio 2x26 (1957)
- Ricercato vivo o morto (Wanted: Dead or Alive) – serie TV, episodio 3x09 (1960)
- The Dick Powell Show – serie TV, episodio 1x30 (1962)
- Everwood – serie TV, 2 episodi (2002)

## Doppiatori italiani
Nelle versioni in italiano delle opere in cui ha recitato, Mark Rydell è stato doppiato da:
- Pino Locchi in Delitto nella strada
- Ferruccio Amendola ne Il lungo addio
- Cesare Barbetti in L'ultima battuta
- Lucio Saccone in Havana
- Vittorio Di Prima in James Dean - La vera storia
- Piero Tiberi in Hollywood Ending
- Bruno Alessandro in Everwood